# Niech Cisza Milczy
Niech Cisza Milczy – coroczny festiwal muzyki metalowej odbywający się od 2012 roku, zainaugurowany przez Wojciecha „Bociana” Muchowicza, perkusistę grupy Spatial.  Festiwal organizuje agencja Mork Stork Productions, której Muchowicz jest założycielem. Od pierwszej edycji festiwal odbywa się w Pyskowicach-Dzierżnie.

## Historia występów
Opracowano na podstawie materiału źródłowego. 

### 2012
(Pyskowice-Dzierżno, 25 sierpnia) 

Spatial, Coldlight Project, Whizper, Absynth, Pigs In Tank

### 2013
(Pyskowice-Dzierżno, 24 sierpnia) 

Horrorscope, Heretique, Alcoholica, Spatial, Hegeroth, As Night Falls

### 2014
(Pyskowice-Dzierżno, 23 sierpnia) 

Hate, Lacrima, Embrional, Thermit, Spatial, Zombie Strippers From Hell

### 2015
(Pyskowice-Dzierżno, 22 sierpnia) 

Vader, Devilish Impressions, Coprolith, Nonamen, Krusher, Spatial

### 2016
(Pyskowice-Dzierżno, 20 sierpnia) 

Kat & Roman Kostrzewski, Pandemonium, Totem, Offence, Lilla Veneda, With

### 2017
(Pyskowice-Dzierżno, 19 sierpnia) 

Percival Schuttenbach, Materia, Heaving Earth, Nuclear Vomit, Spatial, Shodan